# Otus
Otus é um gênero de corujas.

## Espécies
- O. albogularis
- O. alfredi
- O. alius
- O. angelinae
- O. asio
- O. atricapillus
- O. bakkamoena
  - O. b. lettia
- O. balli
- O. barbarus
- O. beccarii
- O. bikegila
- O. brookii
- O. brucei
- O. capnodes
- O. choliba
- O. clarkii
- O. collari
- O. colombianus
- O. cooperi
- O. elegans
- O. enganensis
- O. flammeolus
- O. fuliginosus
- O. guatemalae
- O. hartlaubi
- O. hoyi
- O. jolandae[1]
- O. icterorhynchus
- O. ingens
- O. insularis
- O. ireneae
- O. kennicottii
- O. koepckeae
- O. lempiji
- O. longicornis
- O. madagascariensis
- O. magicus
- O. manadensis
- O. mantananensis
- O. marshalli
- O. mayottensis
- O. megalotis
- O. mentawi
- O. mindorensis
- O. mirus
- O. moheliensis
- O. nudipes
- O. pauliani
- O. pembaensis
- O. petersoni
- O. roboratus
- O. rufescens
- O. rutilus
- O. sagittatus
- O. sanctaecatarinae
- O. scops
- O. seductus
- O. semitorques
- O. senegalensis
- O. silvicola
- O. spilocephalus
- O. sunia
- O. thilohoffmanni
- O. trichopsis
- O. umbra
- O. vermiculatus
- O. watsonii